# Floris, Virginia
Floris är en så kallad census-designated place i Fairfax County i Virginia. Vid 2010 års folkräkning hade Floris 8 375 invånare.